# Stanley Gibbons

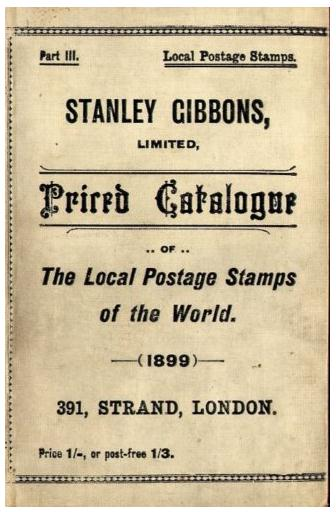

Stanley Gibbons Group plc  är en företagsgrupp som grundades 1856 av Edward Stanley Gibbons och som är specialiserat på frimärken och liknande produkter. Företagsgruppen har huvudkontor i Jersey, men har också kontor i London, Ringwood i Hampshire samt på Guernsey. Företaget ger årligen ut katalogen Stamps of the world. De ger också ut månadsmagasinet Gibbons Stamp Monthly, med artiklar av intresse för filatelister. Förutom frimärken säljer företaget också autografer genom Fraser's Autographs.